# 波托基 (日梅林卡區)
49°2′0″N 28°14′36″E / 49.03333°N 28.24333°E
波托基（烏克蘭語：Потоки），是烏克蘭的村落，位於該國西南部文尼察州，由日梅林卡區負責管轄，面積2.56平方公里，海拔高度245米，2001年人口707，人口密度每平方公里276.17人。